# Земсков, Евгений
Евгений Земсков (туркм. Ýewgeniý Zemskow; 17 марта 1982) — туркменский футболист русского происхождения, полузащитник. Имеет опыт выступлений за национальную сборную Туркменистана.

## Клубная карьера
В 2003—2007 годах играл за ашхабадскую «Нису». В 2007 был игроком «Ашхабада».
Выступал в Чемпионате Узбекистана по футболу за ташкентский «Локомотив» в сезонах 2007 и 2008 года.
В 2009 году вернулся в туркменский чемпионат, выступал за «Балкан».

## Карьера в сборной
В 2004 году выступил в основном турнире Кубка Азии 2004.